# Buteogallus aequinoctialis
Buteogallus aequinoctialis е вид птица от семейство Ястребови (Accipitridae). Видът е почти застрашен от изчезване.

## Разпространение
Видът е разпространен в Бразилия, Венецуела, Гвиана, Суринам, Тринидад и Тобаго и Френска Гвиана.